# Animalism
Animalism è un album in studio della discografica statunitense del gruppo rock inglese The Animals, pubblicato nel 1966.

## Tracce
Side 1
1. All Night Long (Frank Zappa) - 2:46
2. Shake (Sam Cooke) - 3:11
3. The Other Side of This Life (Fred Neil) - 3:43
4. Rock Me Baby (B.B. King, Joe Josea) - 2:02
5. Lucille (Albert Collins, Richard Penniman) - 2:19
6. Smokestack Lightning (Chester Burnett) - 5:19

Side 2
1. Hey Gyp (Donovan Leitch) - 3:46
2. Hit the Road, Jack (Percy Mayfield) - 3:16
3. Outcast (Ernie Johnson, Edgar Campbell) (Album version) - 2:35
4. Louisiana Blues (McKinley Morganfield) - 2:37
5. That's All I Am to You (Blackwell, Scott) - 2:08
6. Going Down Slow (Jimmy Oden) - 6:12